# Gregori Mir Mayol
Gregori Mir Mayol (11 d'abril de 1939, Campos - 28 de febrer de 2016) fou un advocat i historiador mallorquí.

## Biografia
Nascut a Campos el 1939. Doctorat en Dret i polític, ha publicat, entre altres obres, El mallorquinisme polític (París, 1975), amb el pseudònim d'Anselm Llull; i diversos treballs sobre Miquel dels Sants Oliver. També són importants les seves col·laboracions en alguns estudis per a la recuperació de la figura de l'orientalista Joan Mascaró, de qui ha publicat Correspondència de Joan Mascaró 1998. Actiu en política, a les eleccions generals espanyoles de 1979 fou escollit senador per Mallorca i a les eleccions generals espanyoles de 1982 fou elegit diputat al Congrés dels Diputats, ambdós cops pel PSIB-PSOE. i ha estat ponent de l'avantprojecte d'estatut d'Autonomia de les Illes Balears de 1983.
Va formar part del consell assessor del programa de TVE España en Guerra 1936-1939 de 30 h de durada, emès el 1986.
El 2000 cedí la seva biblioteca amb la signatura d'un conveni amb la Universitat de les Illes Balears.
L'any 2007 es publiquen els llibres Sobre nacionalisme i nacionalistes a Mallorca i Aturar la Guerra.

## Guardons
- 1990: Premi Miquel dels Sants Oliver dels Premis 31 de desembre de l'Obra Cultural Balear.
- 1998: Creu de Sant Jordi de la Generalitat de Catalunya el 1998.